# Vasili Borisov
Vasili Borisov (în rusă Василий Борисов; n. 12 decembrie 1922, Maiaky⁠(d), Q12153725⁠(d), RSS Ucraineană, URSS – d. 21 august 2003, Moscova, Rusia) a fost un trăgător de tir ce a reprezentat Uniunea Republicilor Sovietice Socialiste, medaliat olimpic. A participat la două ediții ale Jocurilor Olimpice (1956, 1960) în care a câștigat o medalie de aur, o medalie de argint și o medalie de bronz.